# توماس اسپلیت
توماس اسپلیت (انگلیسی: Thomas Splitt؛ زادهٔ) بازیکن فوتبال است.
از باشگاه‌هایی که در آن بازی کرده است می‌توان به باشگاه فوتبال دانفرملین اتلتیک، باشگاه فوتبال نلسون، و باشگاه فوتبال برنلی اشاره کرد.